# Mausoléu de Augusto

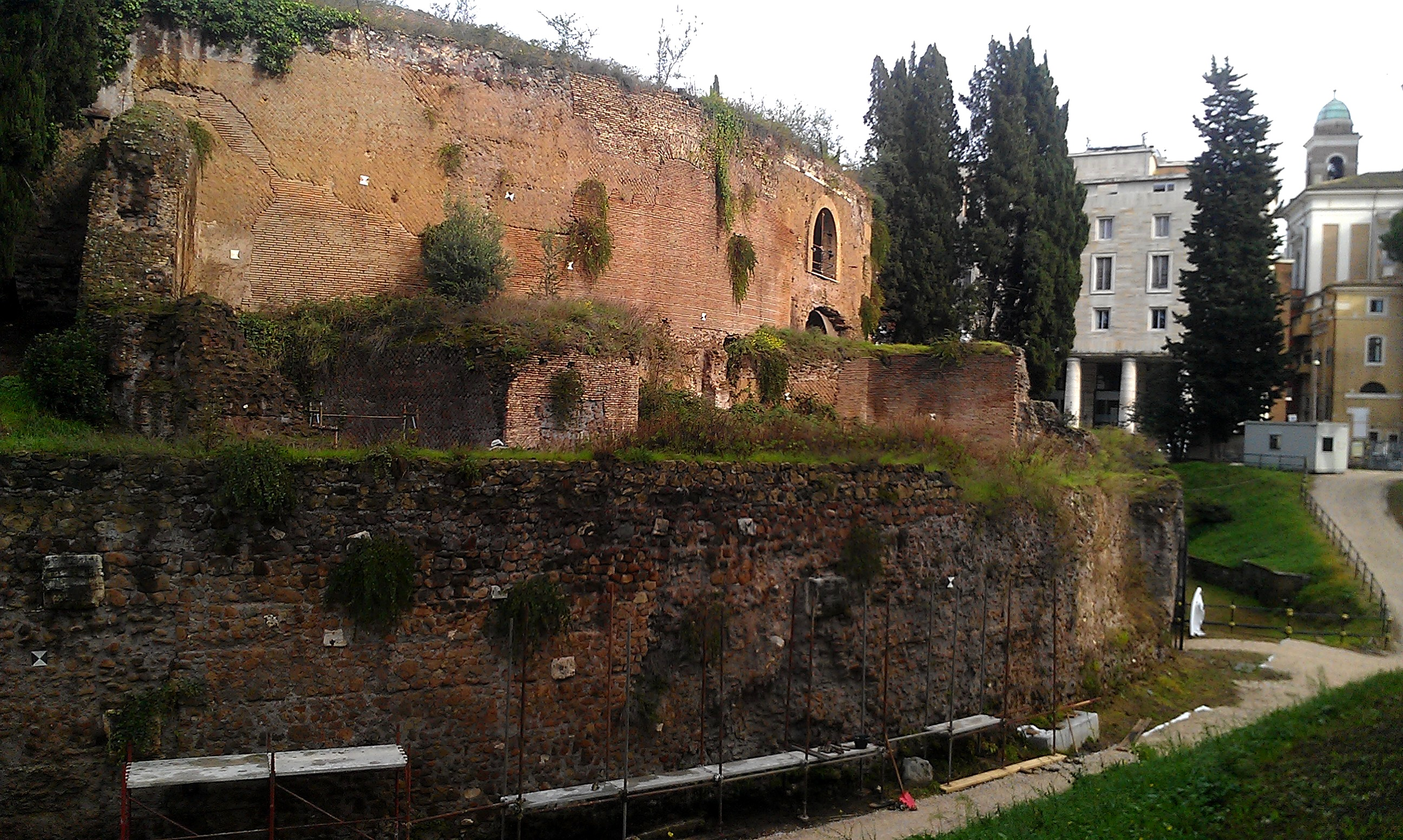
Vista lateral.

Mausoléu de Augusto é um grande túmulo construído pelo imperador romano Augusto em 28 a.C. no Campo de Marte em Roma. O mausoléu fica localizado na Piazza Augusto Imperatore, perto da esquina com a Via di Ripetta, uma das ruas que acompanham as margens do Tibre, e ocupa uma área equivalente a vários quarteirões entre a igreja de San Carlo al Corso e o Altar da Paz. A estrutura está passando por um processo de renovação com data de abertura prevista para 1 de março de 2021 e está fechado para o público.

## Descrição
O mausoléu foi um dos primeiros projetos iniciados por Augusto em Roma depois de sua vitória na Batalha de Ácio em 31 a.C. A estrutura tem uma planta circular e é formada por diversos anéis concêntricos de terra e tijolos revestidos por travertino e com um jardim de ciprestes no topo. É possível que houvesse ali também uma cobertura cônica e uma estátua colossal de bronze do imperador. Dois obeliscos de granito rosa flanqueavam a entrada principal, mas ambos foram removidos: um é o Obelisco Esquilino, que está na Piazza dell'Esquilino (perto da basílica de Santa Maria Maior), e o outro é o Obelisco Quirinal. Neles estavam montadas placas de bronze com o texto da Res Gestae Divi Augusti ("Atos do Divino Augusto"), que descrevem todas as realizações e vitórias de Augusto. Um corredor levava da entrada até o coração da estrutura, onde havia uma câmara com três nichos que abrigava as urnas douradas com as cinzas da família imperial. O mausoléu todo tinha 90 metros de diâmetro e 42 metros de altura. Completando o cenário, o mausoléu estava rodeado por um parque, do qual nada restou.

## História
Tradicionalmente, acreditava-se que durante o saque de Roma por Alarico em 410, os visigodos perfuraram as arcadas, roubaram as urnas e espalharam as cinzas sem danificarem a estrutura do edifício. Contudo, segundo estudos mais modernos, "a história do saque por Alarico em 410 não tem fundamento histórico e nada sabemos sobre sua destruição". Na Idade Média, a estrutura foi fortificada e transformou-se num castelo — o mesmo destino do Mausoléu de Adriano, que foi transformado no Castel Sant'Angelo — pela família Colonna. Depois da desastrosa derrota da Comuna de Roma pelo conde de Túsculo em 1167, os Colonna caíram em desgraça, foram banidos e tiveram seu castelo desmantelado. Durante o Renascimento, o mausoléu passou pelas mãos de diversas famílias romanas, que o utilizaram como jardim. No começo do século XIX, o local abrigava um circo.
No começo do século XX, o interior da estrutura foi transformado numa sala de concertos chamada Augusteo e assim permaneceu até a década de 1930, quando Mussolini ordenou que o local fosse restaurado e transformado num sítio arqueológico, um passo em seu plano maior de ligar o seu regime fascista às glórias do Império Romano.

## Restauração
O mausoléu permaneceu aberto para visitação até a década de 1970, quando foi fechado e permaneceu esquecido. Negligenciado, o local passou a ser utilizado como ponto de descarte de entulho e a vegetação cresceu no local de forma descontrolada. Depois que o moderno museu do Altar da Paz (Ara Pacis) foi inaugurado a poucos metros de distância em 2006, a situação provocou muitas críticas.
Uma tentativa de restaurar o mausoléu em tempo do 2000º aniversário da morte de Augusto (2014) fracassou por falta de patrocínio.
Finalmente, em janeiro de 2017, as autoridades italianas anunciaram que o monumento seria completamente restaurado, o que permitirá que ele seja aberto ao público pela primeira vez desde a década de 1970. O plano previa que a obra terminasse em abril de 2019 e o novo monumento vai incorporar uma exibição multimídia permanente que projetará imagens da Roma antiga e moderna nas paredes da estrutura.

## Sepultamentos
Entre os membros da dinastia júlio-claudiana que estão sepultadas no mausoléu estão:
- Marco Cláudio Marcelo, sobrinho (23 a.C.)
- Marco Vipsânio Agripa, genro e braço-direito (12 a.C.)
- Nero Cláudio Druso, enteado e irmão do imperador Tibério (9 a.C.)
- Otávia Menor, irmã de Augusto (9 ou 11 a.C.)
- Lúcio e Caio César, netos e herdeiros de Augusto (2 e 4 d.C. respectivamente)
- Augusto, imperador (14 d.C.)
- Germânico, herdeiro de Tibério e irmão de Cláudio (19)
- Druso Júlio César, filho e herdeiro de Tibério (23)
- Lívia, esposa de Augusto (29)
- Nero Júlio César, irmão de Calígula (31)
- Agripina, a Velha, neta de Augusto, mãe de Calígula e avó de Nero (33)
- Druso César, irmão de Calígula (33)
- Tibério, imperador e herdeiro de Augusto (37)
- Antônia Menor, sobrinha de Augusto e mãe de Cláudio (37)
- Júlia Lívila, irmã de Calígula (41)
- Calígula, imperador e herdeiro de Tibério (41)
- Cláudio, imperador e sucessor de Calígula (54)
- Britânico, filho e herdeiro de Cláudio por um tempo (55)
- Popeia Sabina, esposa de Nero (65)

O herdeiro de Cláudio, o imperador Nero, foi o último de sua dinastia e não foi sepultado no mausoléu por causa de sua reputação. Depois de um hiato durante a dinastia flaviana, o primeiro imperador da dinastia nerva-antonina, Nerva, foi a última pessoa a ser sepultada no Mausoléu de Augusto em 98.

## Ligações exterans
- «Mausoleum Augusti» (em inglês). LacusCurtius